# Raphael Patai
Raphael Patai (geboren am 22. November 1910 in Budapest, Österreich-Ungarn; gestorben am 20. Juli 1996 in Tucson) war ein US-amerikanischer Orientalist und Anthropologe ungarisch-jüdischer Herkunft.

## Leben
Patai wurde 1910 als Sohn des ungarisch-jüdischen Schriftstellers József Patai (1882–1953) in Budapest geboren. Er studierte Semitische Sprachen und Orientalistik an der Universität Breslau und der Universität Budapest, wo er zum Dr. phil. promoviert wurde.
1933 zog er nach Palästina. Er erwarb 1936 einen weiteren Doktortitel an der Hebräischen Universität Jerusalem und wurde am Rabbinerseminar in Budapest ordiniert. Danach lehrte er an der Jerusalemer Universität und gründete 1944 das Palestine Institute of Folklore and Ethnology.
1947 zog er in die USA, wo er 1952 die Staatsbürgerschaft erhielt. Er wurde Gastprofessor an der Princeton University, der Columbia University, der University of Pennsylvania, der New York University und der Ohio State University. Von 1948 bis 1957 war er Professor für Anthropologie am Dropsie College und später an der  Fairleigh Dickinson University. 1952 leitete er ein Forschungsprojekt in Syrien, im Libanon und in Jordanien.
Er war verheiratet und hatte zwei Töchter, darunter die Literaturwissenschaftlerin Daphne Patai.

## Auszeichnungen
- 1936: Bialik-Preis (mit Moshe Zvi Segal)

## Schriften (Auswahl)
- Jordan, Lebanon and Syria. An annotated bibliography. HRAF Press, New Haven 1957.
- als Hrsg.: The Complete Diaries of Theodor Herzl. 5. Bände, Herzl Press, New York 1961.
- Sitte und Sippe in Bibel und Orient. Ner-Tamid-Verlag, Frankfurt am Main 1962.
- hrsg.: Encyclopedia of Zionism and Israel. 2 Bände, MacGraw-Hill, New York 1971.
- mit Robert Graves: Hebräische Mythologie. Über die Schöpfungsgeschichte und andere Mythen aus dem Alten Testament. Rowohlt, Reinbek 1986, ISBN 3-498-05708-1.
- Raymund de Tarrega – Marrano, Heretic, Alchemist. In: Ambix. Band 35, 1988, S. 14–30.
- Nahum Goldmann. His missions to the Gentiles. University of Alabama Press, Tuscaloosa 2004, ISBN 0-8173-5095-0.